# Mularps distrikt
Mularps distrikt är ett distrikt i Falköpings kommun och Västra Götalands län.
Distriktet ligger öster om Falköping.

## Tidigare administrativ tillhörighet
Distriktet inrättades 2016 och utgörs av socknen Mularp i Falköpings kommun.
Området motsvarar den omfattning Mularps församling hade vid årsskiftet 1999/2000.